# Boogie Blues
Boogie Blues est une chanson de jazz composée en 1946 par le batteur et chef d'orchestre de jazz américain Gene Krupa, avec des paroles du guitariste, mandoliniste et contrebassiste Remo Biondi,.

## Contexte
Recrutée à l'âge de 22 ans par Gene Krupa en 1941, la chanteuse bebop Anita O'Day connaît une célébrité précoce avec des succès tels que Thanks for the Boogie Ride, Georgia on My Mind, Boogie Blues, Skylark, Opus One, And That's What You Think et le classique Let Me Off Uptown.

## Enregistrement et publication
Boogie Blues est enregistré par Anita O'Day accompagnée par Gene Krupa et son orchestre le 21 août 1945 à New York aux États-Unis,,. Il sort en mai 1946, comme face B d'un disque 78 tours publié par le label Columbia Records sous la référence 36986, dont la face A est le morceau Lover composé par Hart et Rodgers.
Le titre ressort en 1956, interprété par Gene Krupa, Anita O'Day et Roy Eldridge, comme face A d'un disque 45 tours publié par le label Verve Records, dont la face B est Let Me Off Uptown, interprété par les mêmes.
Il ressort à nouveau en 1957, interprété par Gene Krupa et son Orchestre accompagnés par Anita O'Day sur un extended play intitulé Gene Krupa And His Orchestra Featuring Anita O'Day qui paraît sur le label Columbia dans la série Hall of Fame sous la référence B-2520 et qui comprend quatre morceaux : Boogie Blues, Let Me Off Uptown, Opus No. 1 et That's What You Think.

## Reprises
En mars 1962, Boogie Blues est repris par Anita O'Day sur son album All the Sad Young Men paru chez Verve Records, dont il constitue le premier titre,,.
Le titre est repris durant les années 1990 par The Eddie Reed Big Band featuring Meghan Ivey, Maggie Galloway, Doc Anello & The Swing Machine et Ernie Krivda & The Fat Tuesday Big Band, et en 2000 par Liz Anthony with The Jerry Conrad Orchestra.
Boogie Blues est repris en 2005 par Cheryl Bentyne sur le disque Let Me Off Uptown par lequel elle rend hommage à Anita O'Day que « la plupart des amateurs de jazz considèrent comme l'une des meilleures chanteuses que le genre ait pu offrir dans les années 1940 et 1950 »,,.

Interprètes de Boogie Blues
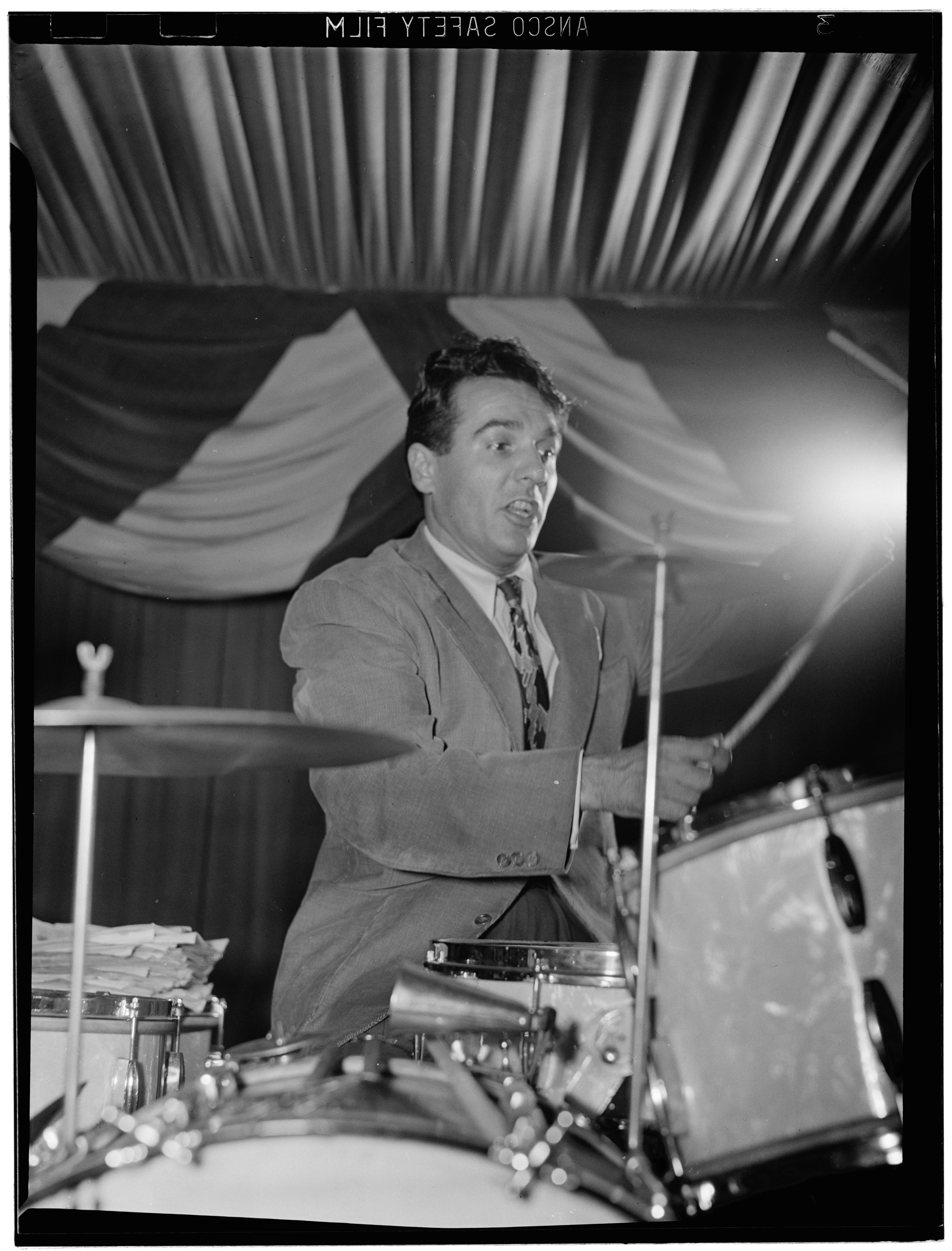
Gene Krupa.
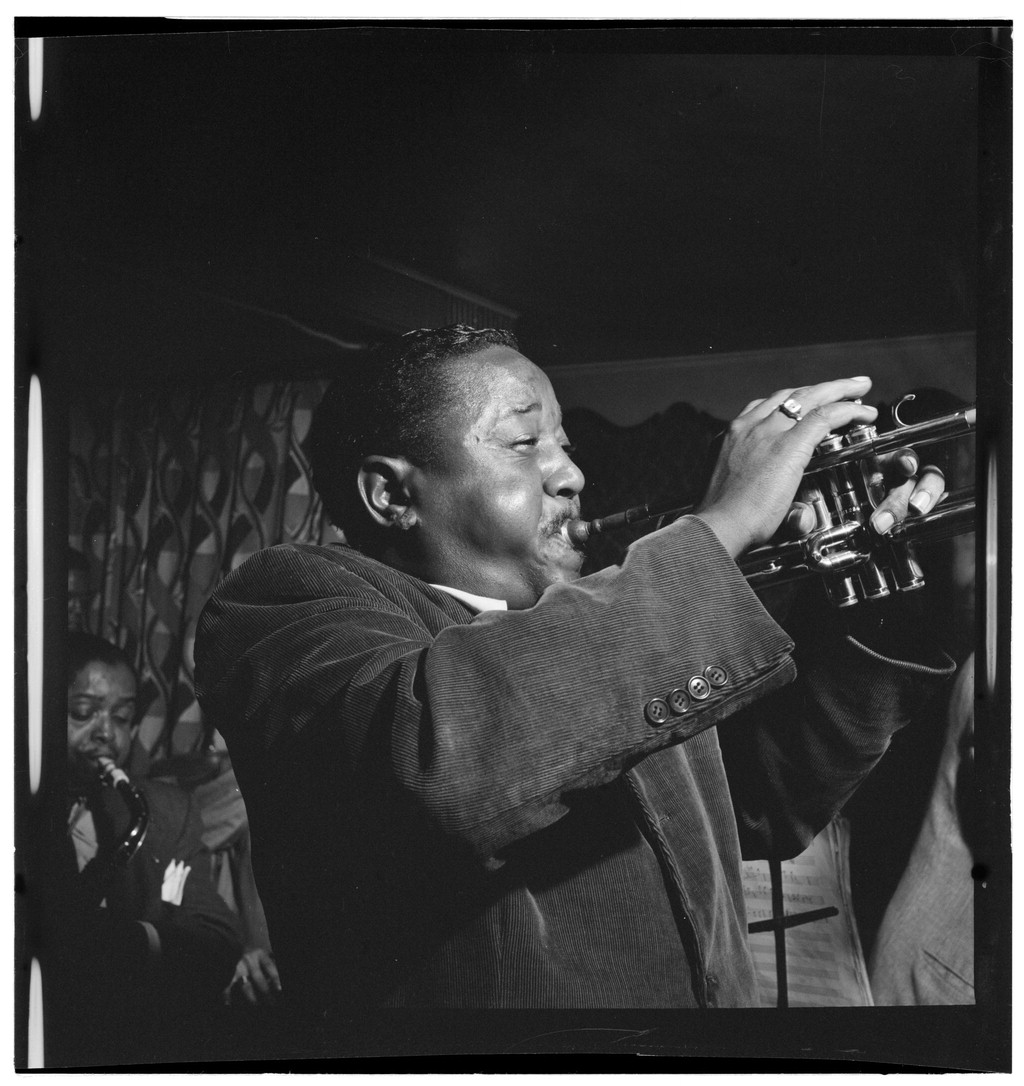
Roy Eldridge.
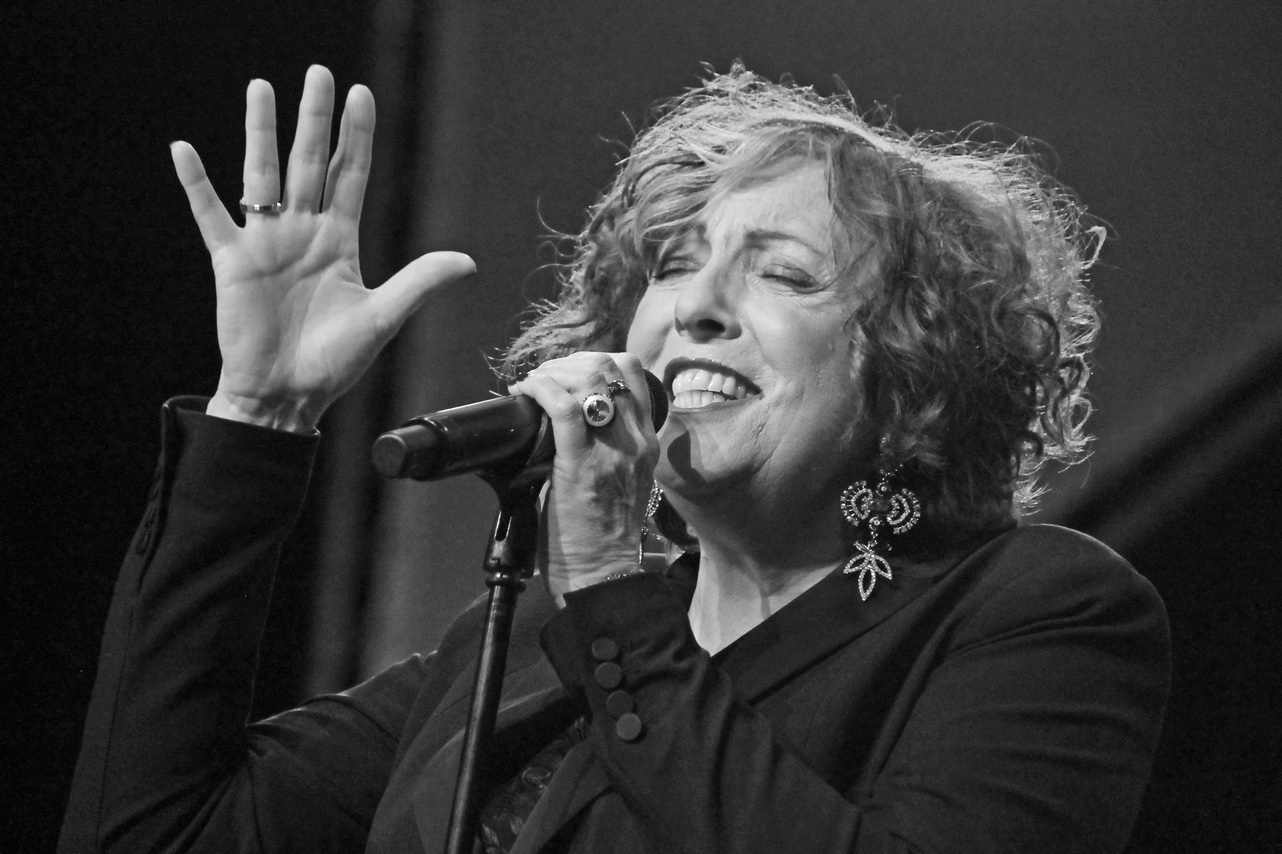
Cheryl Bentyne.